# Rogoźno
Rogoźno ([rɔˈgɔʑnɔ], deutsch Rogasen) ist eine Stadt im Westen Polens, die in der Woiwodschaft Großpolen und ca. 30 Kilometer nördlich von Posen liegt. Rogoźno ist Sitz einer Stadt- und Landgemeinde.

## Geschichte
In Rogoźno wurde am 8. Februar 1296 der damalige polnische König Przemysław II. getötet.
Während der (europaweiten)  Hungerkrise des Jahres 1847 war Rogasen Schauplatz bürgerkriegsähnlicher Unruhen, als polnische und jüdische Unterschichtsangehörige die Häuser deutscher und jüdischer Einwohner plünderten.
Der Name Rogoźno wurde erstes Mal im XII Jh. genannt. Die offizielle Umbenennung von Rogoźno in Rogasen erfolgte unter Otto von Bismarck. Die offizielle Umbenennung von Rogasen in Rogoźno erfolgte nach dem Ersten Weltkrieg, als gemäß den Bestimmungen des Versailler Vertrages das Deutsche Kaiserreich unter anderem auch weite Teile der preußischen Provinz Posen an den wieder errichteten polnischen Staat abtreten musste. 
Nach der völkerrechtswidrigen Annexion durch das nationalsozialistische Deutsche Reich gehörte die Stadt – nun wieder unter ihrem deutschen Namen – von 1939 bis 1945 zum Landkreis Obornik im Reichsgau Wartheland. Die Reichsregierung ließ eine Lehrerbildungsanstalt (LBA) und ein Lager des Reichsarbeitsdienstes (RAD) in Rogasen einrichten.

## Gemeinde
Zur Stadt- und Landgemeinde gehören neben der Stadt Rogoźno weitere 17 Ortsteile (deutsche Namen bis 1945) mit einem Schulzenamt.
- Boguniewo (Boguniewo, 1943–1945 Buchenhain)[4]
- Budziszewko
- Garbatka (Garbatka, 1943–1945 Paulsruhe)[4]
- Gościejewo (Gosciejewo, 1939–1945 Bülowsthal, 1943–1945 Bülowstal)[4]
- Jaracz (Jahrhauland)
- Karolewo (Karlshof)
- Kaziopole (Kaziopole, 1943–1945 Katzenfelde)[4]
- Laskowo (Laskowo, 1943–1945 Amalienruh)[4]
- Nienawiszcz (Neufelde)
- Owczegłowy (Seefelde)
- Owieczki (Treuenfelde)
- Parkowo (Parkowo, 1943–1945 Parkdorf)[4]
- Pruśce
- Ruda (Vorwerk Ruda, älter Ruden[5])
- Słomowo (Korndorf)
- Studzieniec (Studziniec, 1943–1945 Henkeshof)
- Tarnowo (Tarnowo, 1906–1943 Tarnau, 1943–1945 Ristenau)

Weitere Ortschaften der Gemeinde sind:
- Biniewo
- Cieśle (Schreinersdorf)
- Dziewcza Struga (Trockenhauland)
- Grudna (Grudna)[4]
- Józefinowo (Josefinowo, 1943–1945 Parkdorfau)[4]
- Marlewo (Dreiershof)
- Międzylesie (Mittenwald)
- Nowy Młyn (Neumühle)
- Olszyna (Silgendorf)
- Rożnowice (Raschau)
- Sierniki (Scharnau)
- Stare
- Szczytno (Hermannsland)
- Wełna (Welna)[4]
- Wojciechowo (Glücksburg)
- Żołędzin (Zolentschin, 1943–1945 Sollenschin)[4]

## Sehenswürdigkeiten
- Die römisch-katholische St.-Vitus-Kirche, erbaut 1526
- Heiliggeistkirche, Baubeginn 1808, unvollendet 1817 geweiht, die Vorderfassade ait hölzernem Glockenturm wurde 1839 fertiggestellt. Während der Zweiten Polnischen Republik war die Kirche im Besitz der Unierten Evangelischen Kirche in Polen. 1945 wurde die evangelische Kirche den Katholiken übergeben, 1965 wurde sie Kirche der neu gegründeten Pfarrei Heilig Geist.
- Im  alten Rathaus am Marktplatz Plac Karola Marcinkowskiego, einem klassizistischen Bau von 1826 – 1828 ist das Regionalmuseum von Rogoźno untergebracht
- Liceum Ogólnokształcące im. Przemysła II, eines der ältesten Schulgebäude Großpolens aus dem Jahr 1869.
- Jüdischer Friedhof am Wald aus dem 17. Jahrhundert, dessen Grabsteine zur Zeit des Nationalsozialismus entfernt und zum Bau eines neuen Gehwegs eingesetzt wurden.
- mittelalterliches Schloss
- katholischer Friedhof in der Nähe der Pfarrkirche
- zerstörter evangelischer Friedhof am See Jezioro Rogozińskie

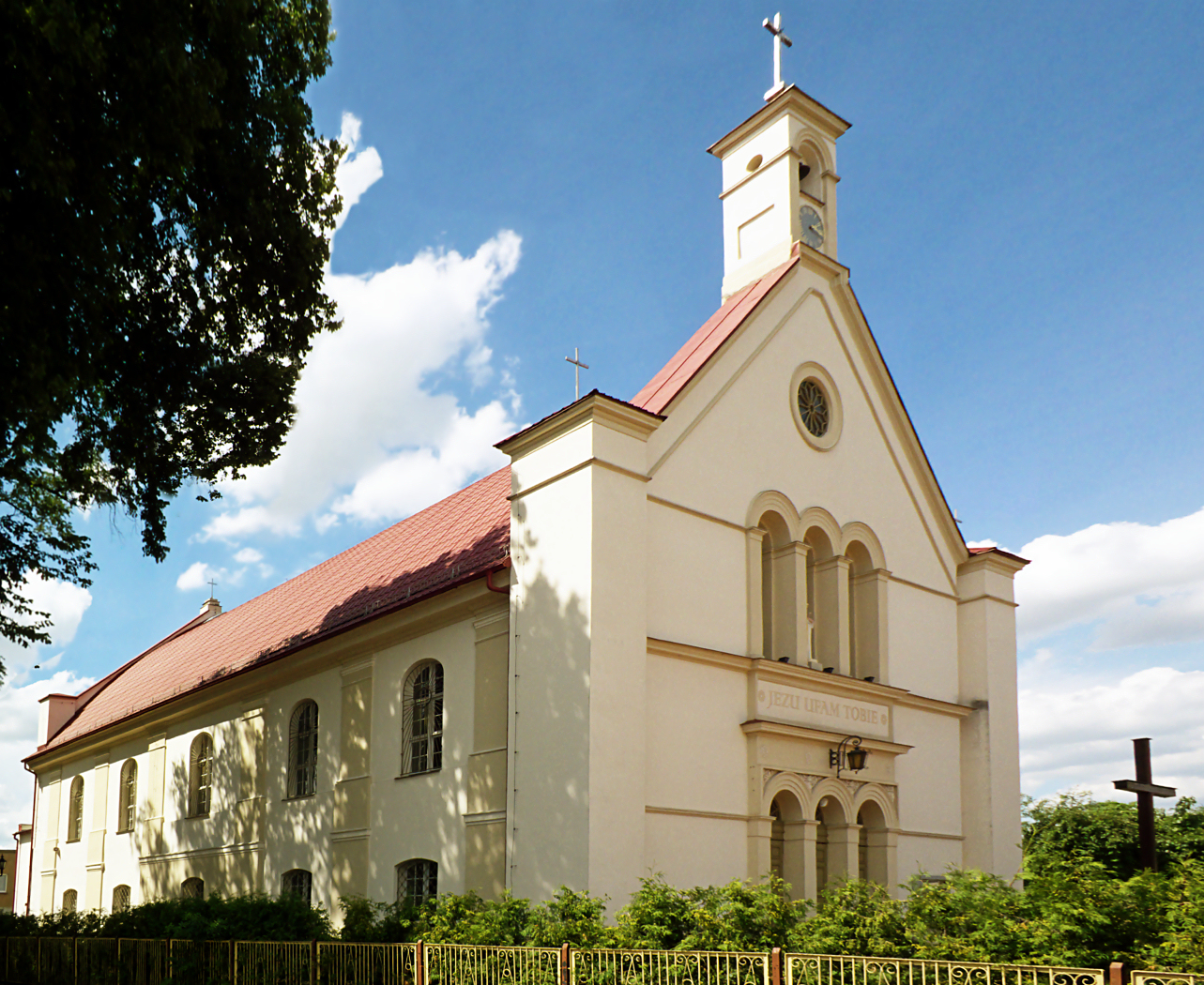
Heiliggeistkirche
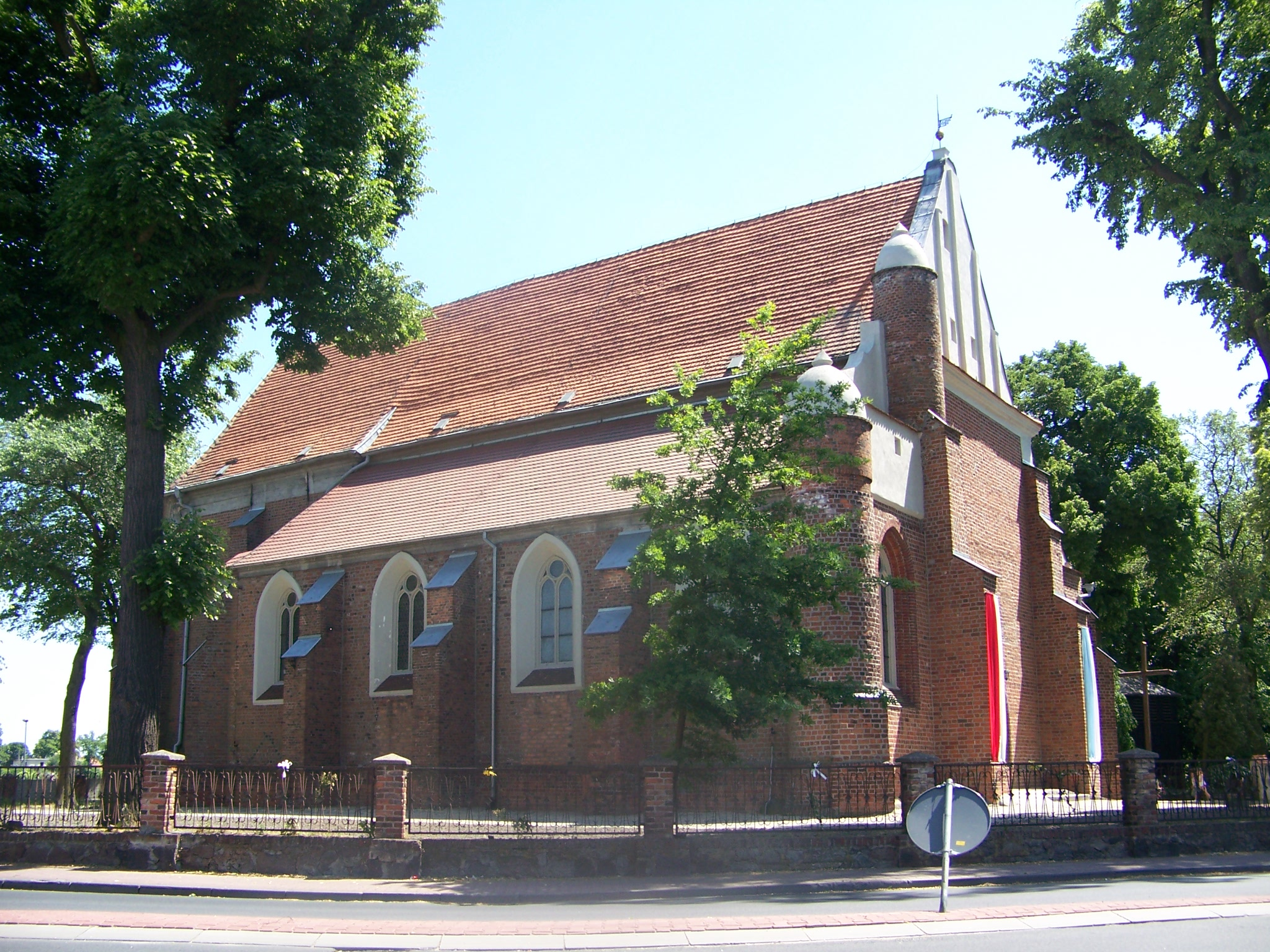
St.-Vitus-Kirche
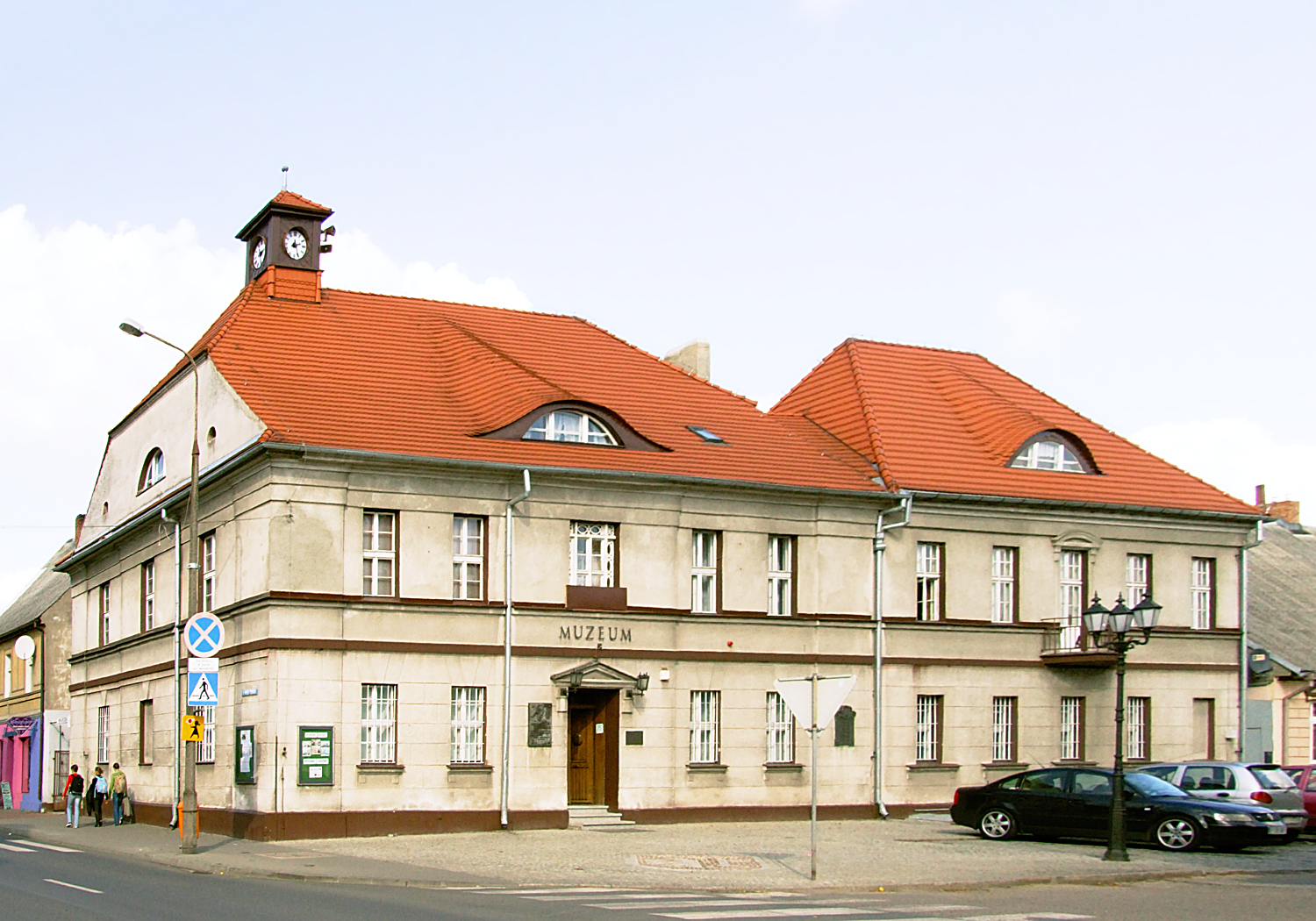
Regionalmuseum im Alten Rathaus

## Wappen
Das Wappen zeigt in Rot einen halben silbernen Adler und einen silbernen Schlüssel und darüber eine goldene Krone.

## Flagge
Die Stadtflagge Rogoźnos hat drei horizontale Streifen in weiß, gold und rot. Die mittlere goldene Spur ist doppelt so breit wie die weiße und rote.

## Verkehr
Die Stadt hat einen Bahnhof an der Bahnstrecke Poznań–Piła und der bei Rogoźno nur noch im Güterverkehr betriebenen Bahnstrecke Inowrocław–Drawski Młyn.

## Bildung
- Kubuś-Puchatek-Kindergarten Nr. 1
- Kindergarten Nr. 2
- Grundschule Nr. 2
- Grundschule Nr. 3 „der Posener Aufständischen“ („Powstańców Wielkopolskich“)
- Mittelschule Nr. 1 „Mazurek Dąbrowskiego“
- Mittelschule Nr. 2
- Mittelschule Nr. 3 am Gymnasium („Liceum Ogólnokształcące im. Przemysła II“)
- Gymnasium Liceum Ogólnokształcące im. Przemysła II
- Dezydery-Chłapowski-Berufsschule für Agribusiness
- Hipolit-Cegielski-Berufsschule

## Persönlichkeiten
- Marcus Jastrow (1829–1903), Rabbiner in Worms, Warschau und Philadelphia
- Josef Wieczorek (1852–1899), Architekt und Baubeamter
- Cossmann Werner (1854–1918), Rabbiner in Danzig und München
- Philipp Veltman (1859–1916), Politiker und Oberbürgermeister von Aachen
- Heinrich Weyl (1866–1943), orthodoxer Rabbiner und Altphilologe
- Alfons Loewe (1868–1938), Rechtsanwalt und Notar
- Genja Jonas (1895–1938), Fotografin
- Gerhard F. Hering (1908–1996), Journalist, Regisseur und Theaterintendant
- Maksymilian Rode (1911–1999), Bischof der Katholischen Kirche, Publizist, Friedensaktivist
- Rudolf Bornhof (1914–1944), Leutnant der Wehrmacht, Ritterkreuzträger[6]